# فريدي برادلي
فريدي برادلي (بالإنجليزية: Freddie Bradley)‏ هو لاعب كرة قدم أمريكية أمريكي، ولد في 12 يونيو 1970.

## وصلات خارجية
- فريدي برادلي على موقع مرجع كرة القدم المحترفة.كوم (الإنجليزية)